# Hanbok
Hanbok is de naam voor de traditionele Koreaanse kleding. De Noord-Koreaanse benaming is Joseon Ot (조선 옷).
De hanbok voor vrouwen kenmerkt zich door felle kleuren, simpele lijnen en het ontbreken van zakken. Het bovenstuk is een kort jasje (JeoGoRi, 저고리). De hanbok voor mannen herkent men aan de ruim zittende broek (BaJi, 바지) die rond de enkels dichtgeknoopt wordt en ook weer door het korte jasje.
Tegenwoordig wordt de hanbok vaak alleen gedragen op feestdagen en bij officiële gelegenheden. Sommige Koreaanse vechtkunsten, zoals taekgyeon gebruiken de hanbok als tenue. De taekwondo-uniformen met hun V-hals zouden zijn afgeleid van de hanbok.